# پدری (بازیکن فوتبال)
پدرو گونزالس لوپز (به اسپانیایی: Pedro González López‎؛ زادهٔ ۲۵ نوامبر ۲۰۰۲)، که بیشتر با نام پدری شناخته می‌شود، بازیکن فوتبال اهل اسپانیا است که به عنوان هافبک برای باشگاه بارسلونا در لا لیگا و تیم ملی اسپانیا بازی می‌کند. پدری که یکی از بهترین هافبک‌های جهان به حساب می‌آید، به خاطر بینش استثنایی، توانایی فنی، پاس‌های دقیق و دریبل زدنش معروف است.

## دوران باشگاهی

### لاس پالماس
پدری در تگوئسته، تنریفه، جزایر قناری متولد شد، پدری در سال ۲۰۱۸ از CF Juventud Laguna به تیم جوانان لاس پالماس پیوست. در ۱۵ ژوئیه ۲۰۱۹، در حالی که تنها ۱۶ سال سن داشت یک قرارداد حرفه ای چهار ساله با باشگاه امضا کرد و توسط سرمربی تیم پپه مل به تیم اصلی ملحق شد.
پدری اولین بازی حرفه ای خود را در ۱۸ اوت ۲۰۱۹، تنها در سن۱۶  ، با شکست خانگی ۰–۱ مقابل هوئسکا در سگوندا دیویسیون آغاز کرد. او اولین گل دوران حرفه ای خود را در ۱۹ سپتامبر مقابل خیخون، به ثمر رساند و در ۱۶ سال، ۹ ماه و ۲۳ روزگی جوانترین گلزن تاریخ لاس پالماس شد.

### بارسلونا
در ۲ سپتامبر ۲۰۱۹، بارسلونا با لاس پالماس برای انتقال پدری به توافق رسید، که از ۱ ژوئیه ۲۰۲۰ اعمال می‌شود. این بازیکن با یک قرارداد دو ساله با باشگاه کاتالونیایی موافقت کرد که ۵ میلیون یورو برای این معامله پرداخت گردید که با اجرای بندهای مختلف موجود در قراردادش، این مبلغ افزایش می‌یافت.
پدری برای فصل ۲۱–۲۰۲۰ به تیم اصلی ملحق شد و شماره ۱۶ را به تن کرد. او اولین بازی خود را برای بارسلونا در تاریخ ۲۷ سپتامبر، به جای فیلیپه کوتینیو برابر ویارئال در لا لیگا انجام داد. او اولین بازی خود در ترکیب اولیه تیم را در ۱۷ اکتبر در باخت ۰–۱ خارج از خانه مقابل ختافه انجام داد. در ۲۰ اکتبر ۲۰۲۰، پدری اولین گل خود را برای این باشگاه در اولین بازی خود در لیگ قهرمانان اروپا در پیروزی ۵–۱ مقابل فرنس واروش در مرحله گروهی لیگ قهرمانان اروپا، پس از تعویض و ورود به جای آنسو فاتی در دقیقه ۶۱ به ثمر رساند. در ۷ نوامبر، در یک برد ۵–۲ خانگی مقابل رئال بتیس، وی اولین گل خود را در لا لیگا روی پاس گل ارسالی از سرجی روبرتو به ثمر رساند.
در ۶ ژانویه ۲۰۲۱، او یک گل با سر در مقابل اتلتیک بیلبائو به ثمر رساند و پاس گل دوم بارسلونا در پیروزی ۳–۲ در سن مامس را داد. در ۱۷ آوریل، پدری اولین جام خود در دوران حرفه‌ای بزرگسالان را پس از پیروزی بارسلونا مقابل اتلتیک بیلبائو با نتیجه ۴–۰ در فینال کوپا دل ری به دست آورد.

## آمار باشگاهی
تا تاریخ ۱۵ آوریل ۲۰۲۵
| باشگاه           | فصل              | لیگ              | لیگ  | لیگ | جام حذفی | جام حذفی | قاره‌ای | قاره‌ای | دیگر | دیگر | مجموع | مجموع |
| باشگاه           | فصل              | دسته             | بازی | گل  | بازی     | گل       | بازی   | گل     | بازی | گل   | بازی  | گل    |
| ---------------- | ---------------- | ---------------- | ---- | --- | -------- | -------- | ------ | ------ | ---- | ---- | ----- | ----- |
| لاس پالماس       | ۲۰۱۹–۲۰۲۰        | سگوندا دیویسیون  | ۳۶   | ۴   | ۱        | ۰        | _      | _      | _    | _    | ۳۷    | ۴     |
| مجموع لاس پالماس | مجموع لاس پالماس | مجموع لاس پالماس | ۳۶   | ۴   | ۱        | ۰        | _      | _      | _    | _    | ۳۷    | ۴     |
| بارسلونا         | ۲۰۲۰–۲۰۲۱        | لالیگا           | ۳۷   | ۳   | ۶        | ۰        | ۷      | ۱      | ۲    | ۰    | ۵۲    | ۴     |
| بارسلونا         | ۲۰۲۱–۲۰۲۲        | لالیگا           | ۱۲   | ۳   | ۱        | ۱        | ۸      | ۱      | ۱    | ۰    | ۲۲    | ۵     |
| بارسلونا         | ۲۰۲۲–۲۰۲۳        | لالیگا           | ۲۶   | ۶   | ۲        | ۱        | ۶      | ۰      | ۲    | ۱    | ۳۵    | ۷     |
| بارسلونا         | ۲۰۲۳–۲۰۲۴        | لالیگا           | ۲۴   | ۴   | ۲        | ۰        | ۶      | ۰      | ۲    | ۰    | ۲۲    | ۲     |
| بارسلونا         | ۲۰۲۴–۲۰۲۵        | لالیگا           | ۲۷   | ۴   | ۲        | ۰        | ۱۰     | ۰      | ۰    | ۰    | ۳۹    | ۴     |
| مجموع بارسلونا   | مجموع بارسلونا   | مجموع بارسلونا   | ۱۲۶  | ۲۰  | ۱۸       | ۱        | ۲۵     | ۲      | ۷    | ۱    | ۱۴۱   | ۱۸    |
| مجموع آمار       | مجموع آمار       | مجموع آمار       | ۱۶۲  | ۲۴  | ۱۱       | ۱        | ۲۵     | ۲      | ۷    | ۱    | ۱۶۸   | ۲۲    |

1. ↑  تعداد حضور(ها) در لیگ قهرمانان اروپا
2. 1 2  تعداد حضور(ها) در سوپرجام اسپانیا
3. ↑  دو حضور در لیگ قهرمانان اروپا، شش بازی و یک گل در لیگ اروپا

## دوران ملی

### دوره جوانان و اوایل دوران رشد
پدری در تیم‌های ملی زیر ۱۷ سال اسپانیا، زیر ۱۸ سال اسپانیا، زیر ۱۹ سال اسپانیا بازی کرده است.
در ۲۱ اوت ۲۰۲۰، پدری به تیم زیر ۲۱سال اسپانیا دعوت شد. او بعداً اولین بازی خود را در ۳ سپتامبر در برد ۱۰ خارج از خانه مقابل مقدونیه در مسابقه مقدماتی برای قهرمانی اروپا زیر ۲۱ سال ۲۰۲۱ انجام داد.
در مارس ۲۰۲۱، پدری اولین دعوت خود را برای حضور در تیم بزرگسالان اسپانیا از مربی تیم لوییس انریکه قبل از مرحله گروهی مقدماتی جام جهانی ۲۰۲۲ دریافت کرد. او اولین بازی خود را در ۲۵ مارس در برابر یونان انجام داد.

### یورو ۲۰۲۰
در ۲۴ مه ۲۰۲۱، پدری در فهرست ۲۴ نفره لوییس انریکه برای یورو ۲۰۲۰ قرار گرفت. در ۱۴ ژوئن، او جوانترین بازیکن تاریخ اسپانیا در مسابقات قهرمانی اروپا شد، زمانی که در تساوی ۰–۰ مقابل سوئد با ۱۸ سال و ۶ ماه و ۱۸ روز حضور پیدا کرد و رکورد قبلی میگول تندییو در یورو ۱۹۸۰ را شکست. در ۲۸ ژوئن، پدری زمانی که او در مرحله یک‌هشتم نهایی مقابل کرواسی با ۱۸ سال و ۲۱۵ روز حضور پیدا کرد به جوانترین بازیکنی تبدیل شد که در یک بازی حذفی در مسابقات قهرمانی اروپا حضور داشته است. او در تمام شش بازی اسپانیا به جز یک دقیقه را بازی کرد و تأثیر مهمی بر راهیابی اسپانیا به نیمه نهایی داشت، جایی که آنها در ضربات پنالتی توسط ایتالیا، برنده نهایی مسابقات، پس از تساوی ۱–۱ و بعد از وقت‌های اضافه شکست خوردند. در طول بازی آخر، او تعداد ۶۵ از ۶۶ پاس خود را سالم به مقصد رساند. وی برای عملکرد خود در این مسابقات، به عنوان بهترین بازیکن جوان مسابقات انتخاب شد، و تنها بازیکن اسپانیایی در جام ملت‌ها بود که در تیم منتخب مسابقات قرار گرفت.

### المپیک تابستانی ۲۰۲۰
در ۲۹ ژوئن ۲۰۲۱، پدری به تیم اسپانیا برای بازی‌های المپیک تابستانی ۲۰۲۰ دعوت شد. این اقدام برای حضور پدری در تیم المپیک اسپانیا مورد انتقاد بارسلونا قرار گرفت و رونالد کومان، سرمربی تیم، تصمیم به دعوت پدری برای دو تورنمنت بین‌المللی در همان تابستان را «خیلی زیاد» نامید. در ۲۲ ژوئیه، پدری ۹۰ دقیقه کامل در بازی ۰–۰ اسپانیا مقابل مصر بازی کرد. این بازی شصت و ششمین بازی پدری در فصل بود. در فینال، که این هفتاد و سومین بازی پدری در فصل بود، اسپانیا در وقت‌های اضافه با نتیجه ۲–۱ مغلوب برزیل شد و به مقام دوم مسابقات رسید.

## آمار ملی
تا تاریخ ۶ دسامبر ۲۰۲۲
| اسپانیا | اسپانیا | اسپانیا | اسپانیا |
| سال     | بازی    | گل      | پاس گل  |
| ------- | ------- | ------- | ------- |
| ۲۰۲۱    | ۱۰      | ۰       | ۱       |
| ۲۰۲۲    | ۸       | ۰       | ۰       |
| مجموع   | ۱۸      | ۰       | ۱       |

## افتخارات

### بارسلونا
• کوپا دل ری ( ۲ بار ) : ۲۱-۲۰۲۰ ٫ ۲۵-۲۰۲۴ 
• لالیگا ( ۲ بار ) : ۲۳-۲۰۲۲ ٫ ۲۵-۲۰۲۴
•سوپر جام اسپانیا ( ۲ بار ) :  ۲۰۲۳ ، ۲۰۲۵
تیم ملی اسپانیا
•جام ملت‌های اروپا : ۲۰۲۴
• لیگ ملت‌های اروپا : ۲۳-۲۰۲۲

### زیر ۲۳سال اسپانیا
- المپیک تابستانی مدال نقره: ۲۰۲۰

### فردی
- منتخب بازیکنان پیشرفت‌کرده لیگ قهرمانان اروپا:۲۰۲۰[۳۵]
- بهترین بازیکن جوان جام ملت‌های اروپا: ۲۰۲۰[۳۶]
- ترکیب منتخب جام ملت‌های اروپا: ۲۰۲۰[۳۷]
- جایزه آلدو روویرا: ۲۱–۲۰۲۰[۳۸]
- پسر طلایی: ۲۰۲۱[۳۹]
- جایزه کوپا: ۲۰۲۱[۴۰]
- بهترین بازیکن جوانان جهان (زیر ۲۰سال): ۲۰۲۱[۴۱]